# Haydar Xah
Haydar Xah (mort en 1576) fou un efímer xa de Pèrsia de la dinastia safàvida durant uns mesos de l'any 1576.
El seu pare Tahmasp I va morir el 14 de maig de 1576 i les poderoses faccions del kizilbaixis es van pronunciar sobre la successió. La facció que donava suport a Haydar, fill de Tahmasp i d'una dona georgiana, el va proclamar com a sobirà però el nou xa va morir en la lluita que va seguir amb els partidaris d'Ismail, el seu germà.
Trenta mil kizilbaixis reunits a Kahkaha a l'Azerbaidjan, on Ismail estava empresonat, li van jurar fidelitat a aquest i el van portar a Qazwin on el van proclamar xa el 22 d'agost de 1576. Els principals suports d'Haydar foren els Ustadjlu que van ser massacrats per Ismail.